# Can Prat del Camí
Can Prat del Camí és una masia del poble de Bigues, en el terme municipal de Bigues i Riells, a la comarca catalana del Vallès Oriental.
Està situada a llevant del Rieral de Bigues, a l'esquerra del Tenes. Queda al costat de Can Valls, englobada en l'empresa de jardineria que hi ha en aquest lloc. És al sud de Can Pruna Vell, a ran mateix de la carretera BP-1432.
Està inclosa en el Catàleg de masies i cases rurals de Bigues i Riells.